# Magong
Magong (chiń. 馬公; pinyin Mǎgōng; pe̍h-ōe-jī Má-keng) – miasto na wyspie Penghu Dao, w archipelagu Peskadorów należącym do Tajwanu. Dawniej znane pod nazwą Mako. Siedziba powiatu Peskadory (Penghu). W 2010 roku miasto liczyło 57 061 mieszkańców.